# 登峰造極青年排球邀請賽
登峰造極青年排球邀請賽（英語：Why Not Me）為臺灣公益學生排球競賽，由中華文化教育暨體育交流促進會於2022年創立，希望透過校際交流比賽，為國內培育傑出青年排球選手，增加參賽選手比賽經驗。
比賽分為「高中男子組」與「高中女子組」兩大組別，邀請前一學年度高中排球聯賽男子組前八名以及女子組前六名參與。

## 各年簡介

### 2022登峰造極青年排球邀請賽
舉辦時間為2022年7月18日至2022年7月23日，地點在臺北市立體育館，共6天內有36場賽事。中華文化教育暨體育交流促進會偕同中華民國排球協會、臺北市政府體育局、企業排球臺北鯨華女子排球隊、菁華工業股份有限公司、舞動陽光有限公司，聯合舉辦首屆「登峰造極青年排球邀請賽」。
23日舉辦表演賽，由臺北鯨華女排VS「公益明星隊」，由錢薇娟執教，帶領林敬倫、楊奇煜、王品澔、趙逸嵐、吳霏、邱宇辰，兩隊的表演賽為賽事劃下完美句點。

### 2023登峰造極青年排球邀請賽
舉辦時間為2023年8月26日至2023年8月31日，地點在臺北市立體育館4樓，共6天內有36場賽事。由中華民國排球協會、中華文化教育暨體育交流促進會主辦，臺北市政府體育局協辦。邀請高中排球甲級聯賽男子組前8名與女子組前6名學校參加。
2022年（111學年度）HVL男子組決賽，華僑高中局數直落3擊敗豐原高商，華僑隊史第11冠和豐商並列最多，兩隊的競爭成為本屆賽事一大看點。
31日舉辦表演賽，由臺北鯨華女排VS「公益明星隊」，由錢薇娟二度執教，帶領同樣參與第二次的林敬倫、楊奇煜、王品澔、吳霏，以及本屆新加入的潘君侖、謝駿毅一同參賽。

## 比賽

### 比賽制度
男子組採分組晉級決賽、女子組採單循環賽制

### 比賽規則
1. 採最新國際排球規則
2. 採五局三勝制
3. 循環賽計分方法[1]
  1. 勝場數：以勝場數多寡判定名次
  2. 勝場數相同時，以積分多寡判定名次a。
  3. 前項再相同時，則以各隊在該循環中，總勝局數除以總負局數，所得商數多寡判定名次
  4. 前項再相同時，則以所得總分數除以所失總分數，所得商數多寡判定名次
  5. 前項再相同時，如屬二隊則以勝隊為勝，三隊以上則由大會抽籤決定之

Notes
a 該局數3：0或3：1時，勝隊得3分、敗隊得0分；該局數3：2時，勝隊得2分、敗隊得1分；自行棄權或遭沒收比賽得0分。

## 歷年戰績

### 2022登峰造極青年排球邀請賽

#### 高中男子組
前三名分別為華僑高中、福誠高中、豐原高商。
| 最後名次 | 隊伍     | 勝場 | 敗場 | 勝率 | 備註 |
| -------- | -------- | ---- | ---- | ---- | ---- |
| 冠軍     | 華僑高中 | 5    | 0    | 1    |      |
| 亞軍     | 福誠高中 | 3    | 2    | 0.6  |      |
| 季軍     | 豐原高商 | 3    | 2    | 0.6  |      |
| 第四名   | 頭城家商 | 2    | 3    | 0.4  |      |
| 第五名   | 內湖高工 | 4    | 1    | 0.8  |      |
| 第六名   | 麥寮高中 | 2    | 3    | 0.4  |      |
| 第七名   | 內湖高中 | 1    | 4    | 0.2  |      |
| 第八名   | 明德高中 | 0    | 5    | 0    |      |

### 高中女子組
前三名分別為鶯歌工商、華僑高中、東山高中。
| 最後名次 | 隊伍     | 勝場 | 敗場 | 勝率 | 備註 |
| -------- | -------- | ---- | ---- | ---- | ---- |
| 冠軍     | 鶯歌工商 | 4    | 1    | 0.8  |      |
| 亞軍     | 華僑高中 | 3    | 2    | 0.6  |      |
| 季軍     | 東山高中 | 3    | 2    | 0.6  |      |
| 第四名   | 內湖高中 | 3    | 2    | 0.6  |      |
| 第五名   | 中山工商 | 2    | 3    | 0.4  |      |
| 第六名   | 南湖高中 | 0    | 5    | 0    |      |

## 參賽隊伍

### 高中男子組球隊沿革
| 隊伍     | 參賽紀錄 | 參賽紀錄 | 參賽紀錄 |
| 隊伍     | 總計     | 首次     | 最近     |
| -------- | -------- | -------- | -------- |
| 華僑高中 | 3        | 2022     | 2024     |
| 豐原高商 | 3        | 2022     | 2024     |
| 內湖高工 | 3        | 2022     | 2024     |
| 麥寮高中 | 3        | 2022     | 2024     |
| 頭城家商 | 2        | 2022     | 2023     |
| 明德高中 | 2        | 2022     | 2023     |
| 福誠高中 | 2        | 2022     | 2024     |
| 內湖高中 | 2        | 2022     | 2024     |
| 屏榮高中 | 2        | 2023     | 2024     |
| 龍津高中 | 1        | 2023     | 2023     |
| 苑裡高中 | 1        | 2024     | 2024     |

### 高中女子組球隊沿革
| 隊伍     | 參賽紀錄 | 參賽紀錄 | 參賽紀錄 |
| 隊伍     | 總計     | 首次     | 最近     |
| -------- | -------- | -------- | -------- |
| 鶯歌工商 | 3        | 2022     | 2024     |
| 東山高中 | 3        | 2022     | 2024     |
| 中山工商 | 3        | 2022     | 2024     |
| 內湖高中 | 3        | 2022     | 2024     |
| 華僑高中 | 2        | 2022     | 2023     |
| 南湖高中 | 2        | 2022     | 2023     |
| 枋寮高中 | 1        | 2024     | 2024     |
| 北港高中 | 1        | 2024     | 2024     |

## 歷屆名次

### 高中男子組
| 學年 | 冠軍     | 亞軍     | 季軍     | 第四名   | 第五名   | 第六名   | 第七名   | 第八名   |
| ---- | -------- | -------- | -------- | -------- | -------- | -------- | -------- | -------- |
| 2022 | 華僑高中 | 福誠高中 | 豐原高商 | 頭城家商 | 內湖高工 | 麥寮高中 | 內湖高中 | 明德高中 |
| 2023 | 豐原高商 | 華僑高中 | 麥寮高中 | 內湖高工 | 屏榮高中 | 龍津高中 | 頭城家商 | 明德高中 |
| 2024 | 內湖高工 | 福誠高中 | 豐原高商 | 華僑高中 | 屏榮高中 | 苑裡高中 | 內湖高中 | 麥寮高中 |

### 高中女子組
| 學年 | 冠軍     | 亞軍     | 季軍     | 第四名   | 第五名   | 第六名   |
| ---- | -------- | -------- | -------- | -------- | -------- | -------- |
| 2022 | 鶯歌工商 | 華僑高中 | 東山高中 | 內湖高中 | 中山工商 | 南湖高中 |
| 2023 | 東山高中 | 內湖高中 | 華僑高中 | 鶯歌工商 | 中山工商 | 南湖高中 |
| 2024 | 東山高中 | 枋寮高中 | 中山工商 | 北港高中 | 鶯歌工商 | 內湖高中 |

## 外部連結
- 中華文化教育暨體育交流促進會 官方網站 （页面存档备份，存于）
- 中華文化教育暨體育交流促進會 官方 Facebook （页面存档备份，存于）
- 登峰造極青年排球邀請賽 官方 Facebook （页面存档备份，存于）
- 中華文化教育暨體育交流促進會 官方 YouTube （页面存档备份，存于）
- 中華文化教育暨體育交流促進會 官方 Instagram
- 中華文化教育暨體育交流促進會 官方 Threads （页面存档备份，存于）
- 中華文化教育暨體育交流促進會 官方 TikTok （页面存档备份，存于）
- 登峰造極舞動青春 官方 Facebook （页面存档备份，存于）